# Equips de la temporada 1994/95 de la Primera Divisió Espanyola
A la temporada 1994/1995 de la primera divisió Espanyola hi van jugar 20 equips. La lliga va ser guanyada pel Reial Madrid, per davant del Deportivo de La Corunya. Només va descendir el CD Logroñés, atès que el conflicte pel descens administratiu de Sevilla i Celta, que beneficiava a Albacete i Real Valladolid, va fer que la Lliga de Futbol Professional adoptés la decisió de mantindre a tots quatre a Primera.
A més a més, va ser la temporada de debut a la categoria del SD Compostela.
Els jugadors què hi van participar en cada equip van ser els següents, ordenats per nombre de partits disputats.

## Reial Madrid
| - Zamorano 38 - 28 gols - Buyo 37 - Sanchis 37 - 1 gol - Amavisca 37 - 10 gols - Luis Enrique 35 - 4 gols - Hierro 33 - 7 gols - Laudrup 33 - 4 gols - Martín Vázquez 31 - 2 gols - Quique 30 - 1 gol - Raúl 28 - 9 gols - Lasa 25 - 1 gol - Redondo 23 - 1 gol - Milla 20 | - Alfonso 16 - 2 gols - Míchel 13 - 2 gols - Sandro 13 - Chendo 10 - 1 gol - Alkorta 9 - Butragueño 8 - 1 gol - Dubovsky 5 - 1 gol - Marcos 3 - Rivera 1 - 1 gol - Dani 1 - Nando 1 - Cañizares 1 - Contreras 0 |

Entrenador: Jorge Alberto Valdano Castellano 38

## Deportivo de La Corunya
| - Donato 37 - 8 gols - Manjarín 37 - 5 gols - Đukić 36 - 2 gols - Fran 36 - 7 gols - Aldana 33 - 6 gols - Voro 33 - 1 gol - Ribera 33 - López Rekarte 31 - Nando 31 - 1 gol - Liaño 27 - Bebeto 26 - 16 gols | - Julio Salinas 24 - 12 gols - José Ramón 23 - 3 gols - Alfredo 21 - 1 gol - Villarroya 4 - Claudio 15 - 3 gols - Canales 12 - Kostadinov 9 - 2 gols - Mauro Silva 6 - Paco 6 - Elduayen 3 - Viqueira 0 |

Entrenador: Arsenio Iglesias Pardo 38

## Reial Betis
| - Jaro 38 - Alexis 37 - 4 gols - Cuéllar 37 - 14 gols - Menéndez 36 - 1 gol - Stosic 35 - 3 gols - Jaume Quesada 34 - Vidakovic 30 - 2 gols - Aquino 29 - 7 gols - Cañas 29 - 1 gol - Josete 28 - Ureña 26 - 1 gol - Roberto Rios 24 - 2 gols | - Márquez 23 - 4 gols - Kowalczyk 20 - 4 gols - Merino 16 - Olias 16 - 1 gol - Sabas 15 - 2 gols - Gordillo 9 - Kasumov 3 - Quico 2 - Diezma 0 - Tab Ramos 0 - Julio Soler 0 - Kobelev 0 |

Entrenador: Llorenç Serra Ferrer 38

## FC Barcelona
| - Amor 34 - 4 gols - Sergi 34 - Bakero 34 - 4 gols - Busquets 32 - Koeman 32 - 9 gols - Ferrer 31 - Abelardo 30 - 4 gols - Nadal 29 - 2 gols - Jordi Cruyff 28 - 9 gols - Stòitxkov 27 - 9 gols - Txiki Begiristain 24 - 6 gols - Iván 24 - 1 gol - Guardiola 24 - 2 gols | - Hagi 17 - 4 gols - Eusebio 16 - Eskurza 15 - Romário 13 - 4 gols - Jose Maria 12 - Kornéiev 12 - Sànchez Jara 6 - Roger 5 - Angoy 5 - Arpón 3 - Lopetegi 3 - Luis Cembranos 3 - Escaich 3 - 1 gol |

Entrenador: Johan Cruijff 38

## Sevilla Futbol Club
| - Unzué 38 - Soler 38 - 1 gol - Moya 35 - 6 gols - Rafa Paz 35 - 4 gols - Marcos 33 - 4 gols - Suker 32 - 17 gols - Cortijo 30 - 2 gols - Tevenet 28 - 3 gols - Jiménez 27 - Prieto 26 - Monchu 26 - 6 gols - Diego 24 | - Martagón 22 - Bango 17 - 3 gols - Moacir 17 - 1 gol - Quique Estebaranz 15 - Juanito 14 - 2 gols - Dumitrescu 13 - 1 gol - Pedro 9 - Pineda 6 - 1 gol - Linde 1 - 1 gol - Monchi 0 - Míchel 0 - Del Campo 0 |

Entrenador: Luis Aragonés 38

## RCD Espanyol
| - Lardin 38 - 12 gols - Toni 38 - Arteaga 38 - 6 gols - Torres Mestre 37 - Herrera 36 - Roberto 36 - 5 gols - Brnovic 35 - 2 gols - Mendiondo 35 - Francisco 35 - 7 gols - Pochettino 34 - Raducioiu 30 - 9 gols - Lluís 21 - 4 gols | - Iotov 16 - 1 gol - Pacheta 16 - 2 gols - Jaime 12 - Luis Cembranos 12 - Jose Maria 8 - 1 gol - Jaume 5 - Kuznetsov 5 - Ayúcar 4 - 1 gol - Fonseca 2 - Miguel 1 - Raul 0 - Gallardo 0 |

Entrenador: José Antonio Camacho Alfaro 38

## Reial Saragossa
| - Belsué 36 - Santi Aragón 35 - 3 gols - Pardeza 34 - 11 gols - Poyet 34 - 11 gols - Aguado 33 - 1 gol - Esnáider 32 - 16 gols - Nayim 33 - Cáceres 31 - Geli 30 - 1 gol - Cedrún 28 - Solana 28 - Higuera 26 - 8 gols | - Garcia Sanjuán 25 - 1 gol - Óscar 19 - Cafú 16 - Darío Franco 15 - 1 gol - Juanmi 12 - Loreto 12 - Gay 6 - Lizarralde 4 - Sergi 2 - Belman 1 - Cuartero 1 - Iñigo 1 - 1 gol |

Entrenador: Víctor Fernández Braulio 38

## Athletic Club de Bilbao
| - Valencia 38 - Ziganda 37 - 3 gols - Garitano 35 - 4 gols - Alkiza 34 - 1 gol - Larrazábal 32 - 3 gols - Karanka 32 - 1 gol - Urrutia 31 - Goikoetxea 28 - 1 gol - Guerrero 27 - 13 gols - Andrinua 26 - 1 gol - Iñigo Larrainzar 25 - 1 gol - Oskar Vales 25 | - Mendiguren 21 - 1 gol - Valverde 20 - 5 gols - Estíbariz 19 - Tabuenka 19 - 1 gol - Lakabeg 14 - Suances 14 - 3 gols - Luke 7 - Kortina 5 - Carlos García 1 - Kike 0 - Korino 0 |

Entrenador: Javier Iruretagoyena Amiano 26, José María Amorrortu Prieto 12

## Reial Oviedo
| - Mora 37 - Armando 36 - 2 gols - Cristóbal 36 - 1 gol - Carlos 35 - 14 gols - Rivas 34 - 5 gols - Berto 33 - Jerkan 31 - Suárez 31 - Sietes 31 - Prosinečki 30 - 5 gols - Jokanovic 30 - 5 gols - Oli 27 - 9 gols | - Jankovic 25 - 1 gol - Manel 24 - 1 gol - Maqueda 13 - 2 gols - Andrés 12 - Luis Manuel 6 - Pedro Alberto 5 - Andrades 4 - César 2 - Ivan Ania 2 - Gorriaran 1 - Rafa 1 - Amieva 0 |

Entrenador: Radomir Antić 38

## València Club de Futbol
| - Zubizarreta 38 - Camarasa 37 - Fernando 37 - 7 gols - Poyatos 35 - 9 gols - Giner 32 - Mazinho 31 - Romero 30 - 2 gols - Mijatovic 29 - 12 gols - Robert 28 - 4 gols - Álvaro 25 - 1 gol - Salenko 25 - 7 gols - Otero 25 - Pènev 25 - 9 gols | - Arroyo 16 - 3 gols - Eloy 14 - Juan Carlos 14 - Mendieta 13 - 1 gol - Gàlvez 13 - 2 gols - Engonga 9 - Maqueda 9 - Serer 6 - Raúl 4 - 1 gol - Quique Medina 1 - Sempere 0 - Clotet 0 |

Entrenador: Carlos Alberto Gomes Parreira 35, José Manuel Rielo Talens 3

## Reial Societat
| - Alberto 38 - Karpin 35 - 3 gols - Pikabea 35 - 3 gols - Kodro 35 - 25 gols - Aranzábal 33 - Fuentes 33 - Imaz 33 - 2 gols - Loren 31 - 1 gol - Luis Pérez 30 - 8 gols - De Pedro 29 - 3 gols - Uria 27 - Idiakez 26 - 4 gols | - Lumbreras 21 - 1 gol - Imanol 20 - 1 gol - Albistegi 19 - 1 gol - Iturrino 17 - 1 gol - Luis García 10 - Etxeberria 7 - 2 gols - Guruceta 5 - Cuyami 2 - Zabala 0 - Biurrun 0 - Alaba 0 |

Entrenador: John Benjamin Toshack 11, Salvador Iriarte Montejo 27

## Racing de Santander
| - Ceballos 38 - Quique Setién 37 - 6 gols - Radchenko 36 - 10 gols - Popov 35 - 6 gols - Iñaki 34 - 1 gol - Pablo Alfaro 34 - Tomás 33 - 1 gol - Zygmantovich 33 - Esteban Torre 31 - 5 gols - Billabona 28 - 4 gols - Merino 27 - 1 gol - Carreras 26 - 1 gol | - Mutiu 21 - 4 gols - Roncal 17 - 1 gol - Christiansen 15 - 1 gol - Luís Fernández 13 - 1 gol - Torrecilla 11 - Juan 7 - Chili 5 - Munitis 5 - Peña 2 - José Ángel Rodríguez de la Peña 1 - Pinillos 0 - Salceda 0 |

Entrenador: Vicente Miera 38

## Celta de Vigo
| - Gil 37 - 2 gols - Mariano 36 - 1 gol - Patxi Salinas 36 - 1 gol - Alejo 35 - 1 gol - Berges 35 - Desio 35 - Gudelj 34 - 17 gols - Merino 33 - 2 gols - Villanueva 27 - Uribarrena 25 - 1 gol - Juan Sánchez 23 - 2 gols - Agirretxu 21 - 1 gol | - Losada 20 - 4 gols - Carlos Pérez 19 - Ratkovic 16 - 2 gols - Míchel Salgado 14 - Cano 11 - Vicente 10 - Tàrraga 9 - Toril 9 - Vilanova 6 - Bajcetic 2 - Antía 0 - Limperger 0 |

Entrenador: Carlos Daniel Aimar 38

## Atlètic de Madrid
| - Geli 36 - 6 gols - Solozábal 32 - Toni 34 - Caminero 31 - 9 gols - Kiko 30 - 9 gols - Simeone 29 - 6 gols - Vizcaíno 29 - 2 gols - Kosecki 26 - 4 gols - Manolo 25 - 3 gols - Tomás 25 - López 24 - 1 gol - Valencia 24 - 6 gols - Abel 23 | - Patxi Ferreira 22 - Pirri Mori 21 - 5 gols - Dobrovolski 19 - 1 gol - Diego 15 - Ivan Rocha 13 - 2 gols - Ruano 9 - Alejandro 8 - 1 gol - Benítez 3 - Paulino 3 - De la Sagra 2 - Soler 1 - Esteban 0 |

Entrenador: Francisco Maturana García 9, Roberto Jorge D'Alessandro Di Ninho 13, Alfio Basile 14, Carlos Sánchez Aguiar 2

## CD Tenerife
| - Chano 37 - 6 gols - Llorente 36 - 5 gols - César Gómez 35 - Ramis 35 - 3 gols - Ojeda 34 - Paqui 33 - Pizzi 32 - 15 gols - Felipe 30 - 3 gols - Juanele 29 - 5 gols - Del Solar 28 - 1 gol - Latorre 25 - 8 gols | - Conte 25 - 2 gols - Ezequiel Castillo 25 - 3 gols - Antonio Mata 24 - 1 gol - Pinilla 20 - 3 gols - Aguilera 15 - Buljubasich 7 - Víctor 7 - 1 gol - Percy Olivares 6 - 1 gol - Vivar Dorado 4 - Toño 1 - Toni 0 |

Entrenador: Vicente Cantatore Socci 38

## SD Compostela
| - Iru 37 - Lekumberri 36 - 1 gol - Abadia 36 - 2 gols - Bellido 35 - 2 gols - Fabiano 35 - 2 gol - Christensen 34 - 11 gols - Passi 34 - 2 gols - Ohen 31 - 14 gols - Tocornal 31 - 1 gol - Villena 27 - 1 gol - Modesto I 21 - Nacho 21 - Moure 18 - 2 gols - Paco Llorente 16 - 1 gol | - Lucas 14 - 4 gols - Galdames 13 - Víctor 13 - Paniagua 12 - Toño Castro 11 - Goio 8 - José 5 - Bodelón 2 - Docobo 2 - Skocic 2 - Óscar 1 - Falagán 0 - Toni 0 |

Entrenador: Fernando Castro Santos 38

## Albacete Balompié
| - Zalazar 37 - 13 gols - Sotero 36 - Fradera 35 - 1 gol - Santi 33 - 2 gols - Coco 32 - Bjelica 31 - 6 gols - Òscar 29 - 2 gols - Dertycia 26 - 6 gols - Andònov 24 - 4 gols - Sala 24 - Molina 23 - Antonio 23 - 2 gols - Morientes 20 - 5 gols - Cordero 19 - 2 gols | - Manolo 18 - Oliete 13 - Tomàs 13 - Fonseca 13 - Alejandro 12 - Marcos 10 - Mario 10 - Alberto 5 - Balaguer 5 - Dos Santos 2 - 1 gol - Alejandro Antón 1 - Magí 0 - Brau 0 |

Entrenador: Luis Suárez Miramontes 1, Ginés Meléndez Sotos 1, Benito Floro Sanz 36

## Sporting de Gijón
| - Muñiz 35 - 2 gols - Pier 35 - 11 gols - Ablanedo II 34 - Velasco 34 - 2 gols - Pablo 34 - 3 gols - Morales 32 - 6 gols - David 30 - 1 gol - Sabou 26 - 3 gols - Castaño 24 - Lediàkhov 23 - 2 gols - Tomás 22 - 3 gols - Raul 19 - Hugo Pérez 17 - 1 gol - Marcos Vales 14 - 2 gols - Dani Bouzas 13 - Miner 13 | - Rogelio 12 - Caco Morán 12 - 4 gols - Saric 11 - 1 gol - Avelino 10 - Emilio 9 - Marcelino 8 - José Manuel 6 - Ramón 4 - Tino 4 - David Cano 3 - Sequeiros 3 - 1 gol - Fredi 3 - Espejo 2 - Dani Díaz 1 - Juanjo 1 |

Entrenador: Mariano García Remón 24, Carlos Manuel García Cuervo 13, Ricardo Rezza Pérez 1

## Reial Valladolid
| - Iñaki 35 - Cuaresma 32 - Gracia 32 - Belodedici 31 - González 29 - Pablo 28 - 3 gols - Torres Gómez 26 - Ramón 25 - Nilson 24 - 6 gols - Cidoncha 23 - Urban 21 - 3 gols - Alberto 20 - 6 gols - Ferreras 18 - Albesa 17 - Quevedo 16 - 2 gols - Pedro Riesco 15 - 1 gol - Matosas 15 - 1 gol | - Miguelo 12 - 1 gol - Benjamín 10 - Chuchi Macón 10 - César Sánchez 10 - Baraja 9 - Quero 6 - Herrero 5 - Santi Cuesta 5 - Pedro Arquero 3 - Luis Miguel 3 - Vara 2 - Carou 1 - David Martín 1 - Fano 1 - Óscar 1 - Iñigo 1 - Serrano 1 |

Entrenador: Víctor Rodolfo Espárrago Videla 13, Josep Moré i Bonet 13, Fernando Redondo 8, Antonio Sánchez Santos 4

## CD Logronyés
| - Gudelj 36 - 3 gols - Villanova 32 - 1 gol - Markovic 30 - 2 gols - José Ignacio 29 - 1 gol - Matute 29 - 2 gols - Jubera 28 - Antón 26 - Eraña 24 - Felipe Herrero 21 - Víctor Segura 20 - 1 gol - Otxotorena 20 - Acosta 19 - Vergara 19 - Arturo 15 - Javi Navarro 15 - Delgado 15 - 1 gol - Juanma 14 | - Mandiá 14 - Silvio 14 - 3 gols - Herrero 13 - Atila Kasas 11 - Dulce 10 - Juanjo 9 - 1 gol - Óscar 7 - Marín 5 - Rubén Ruiz 5 - David Ruiz 3 - Toño Mur 3 - Armando 1 - David Díez 1 - Míchel 1 - Vallina 1 - Rivera 1 - Revuelta 0 |

Entrenador: Blagoje Paunovic 11, Fabricio González Penelas 3, José Augusto Pinto De Alameida 8, Antonio Ruiz 12, Rubén Galilea 4